# 康恒路駅
康恒路駅（こうこうろえき）は中華人民共和国上海市浦東新区北蔡鎮に位置する上海地下鉄11号線の駅 。

## 歴史
- 2024年9月28日：開業[2]。

## 駅構造
1面2線の地下駅。ホームドア設置。

## 隣の駅
上海地下鉄
■11号線
御橋駅 - 康恒路駅 - 浦三路駅